# MOSE-projektet

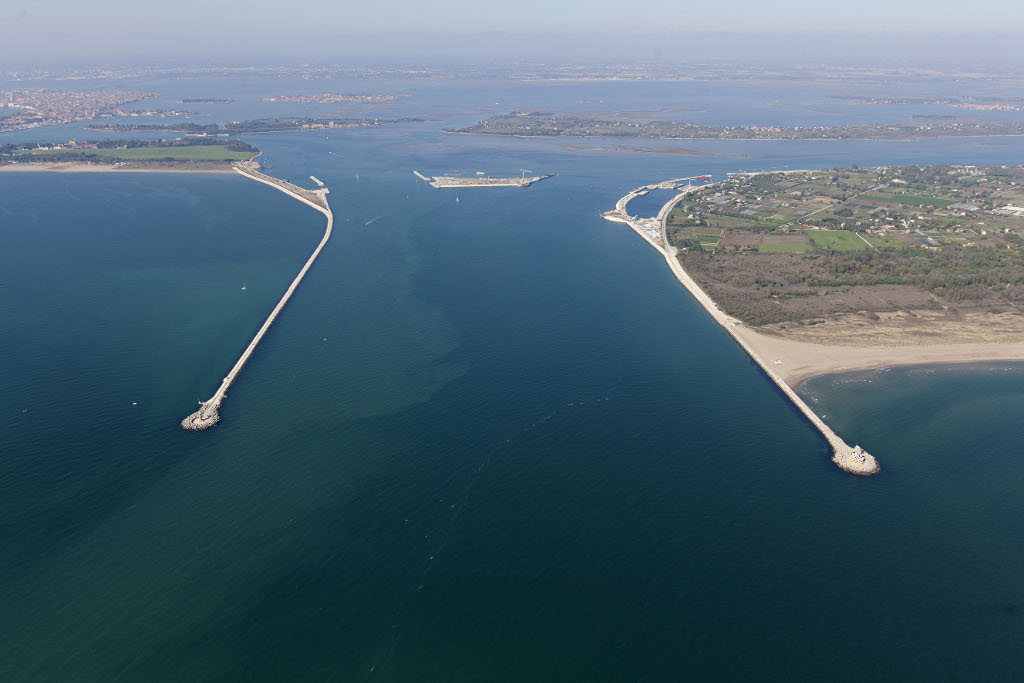
Infarten vid Lido.

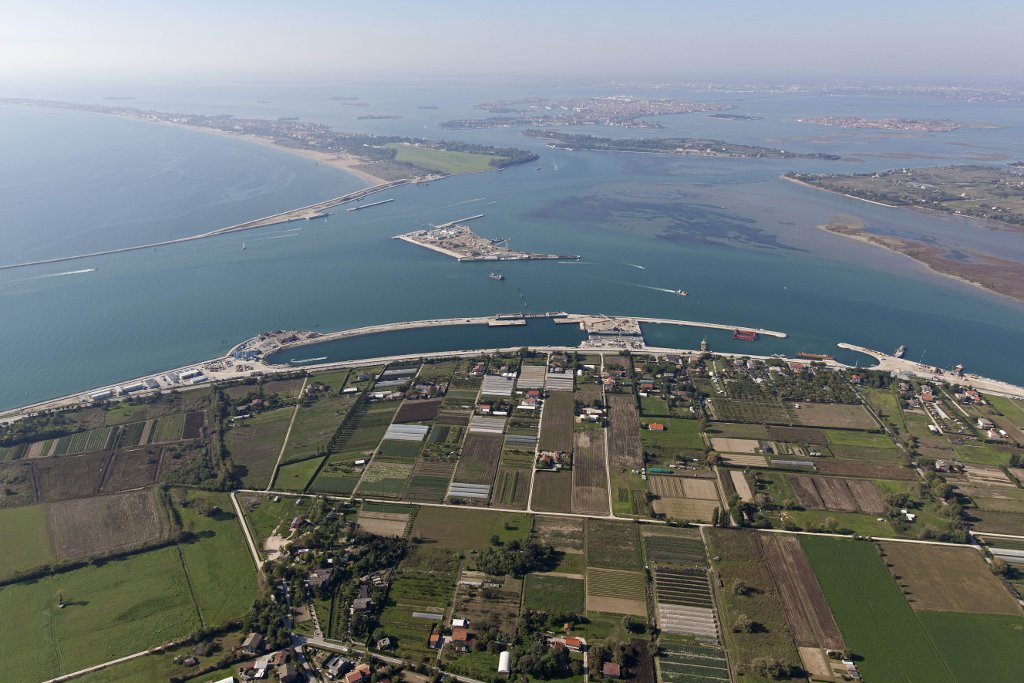
Infarten vid Lido.

MOSE-projektet (italienska: MO.S.E. / Modulo Sperimentale Elettromeccanico) är en översvämningsbarriär
 vid Venediglagunen

 i storstadsregion Città metropolitana di Venezia i regionen Veneto i nordöstra Italien. Barriären ska skydda Venedig vid hotande översvämningar från Venedigbukten och Adriatiska havet.

## Geografi
Hela skyddsbarriären sträcker sig mellan Venedigbukten i nordvästra Adriatiska havet och Venediglagunen. Barriären utgörs av tre dammportsystem vid inloppen mellan lagunöarna Lido di Venezia och Pellestrina och ligger vid Chioggia, Malamocco och Lido.

## Konstruktionen
MOSE-projektet har en total längd om cirka 1 560 meter med en varierande höjd. Under konstruktionen byggdes först en rad av 35 kassuner och därefter spontar som förstärkning. Dammportarna är fästa på kassunerna och försedda med gångjärn. Portarna ligger nedfällda under vatten och kan resas vid risk för högt vatteninflöde till lagunen. Portarna är ihåliga och är vattenfyllda vid normal havsnivå, vid översvämningshot töms portarna på vatten med hjälp av pumpar så att de kan resas hydrauliskt. Portarna beräknas klara en vattenhöjning på upp till 3 meter.
Skyddsbarriären omfattar totalt 78 rörliga dammportar fördelade på 3 inlopp mellan lagunöarna. Varje del har en bredd på 20 meter och en vikt av cirka 300 ton men med varierande höjd och tjocklek.

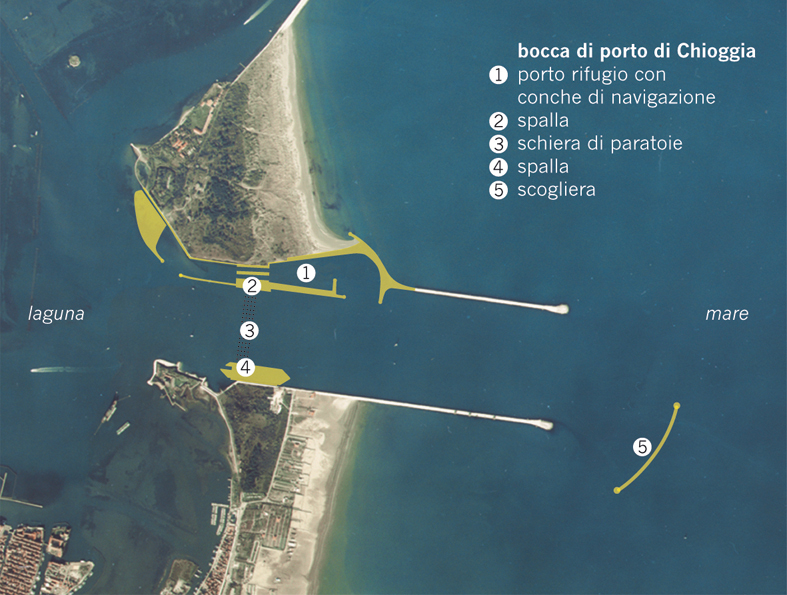
Inloppet vid Chioggia.
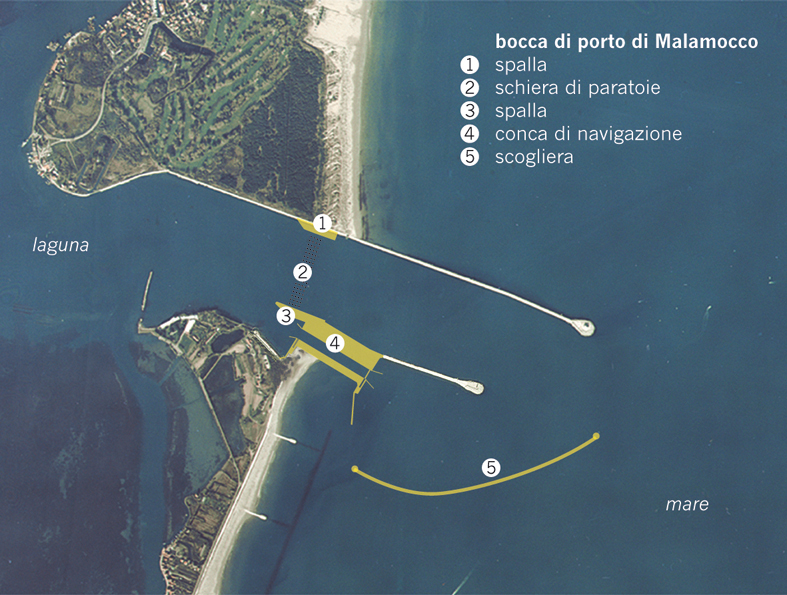
Inloppet vid Malamocco.
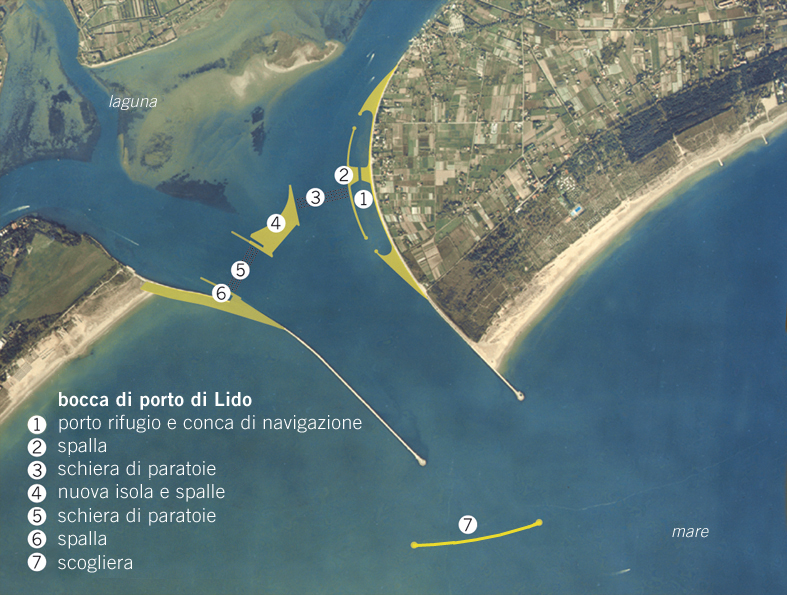
Inloppet vid Lido.

Det sydvästra inloppet "Bocca di Chioggia" mellan Chioggia på fastlandet och ön Pellestrina har en längd om cirka 360 meter och omfattar 18 portar med en höjd på cirka 27,2 m och cirka 5,0 m i tjocklek.
Det mellersta inloppet "Bocca di Malamocco" i Malamoccosundet mellan Pellestrina och Lido har en längd om cirka 380 meter och omfattar 19 portar med en höjd på cirka 29,6 m och cirka 4,5 m i tjocklek.
Det nordöstra inloppet "Bocca di Lido" mellan Lido och Cavallino-Treporti på fastlandet har en längd om cirka 820 meter och omfattar 41 portar. Inloppet delas i 2 farleder genom en konstgjord ö. Den södra Lido-Treporti är cirka 400 meter lång och har 20 portar med en höjd på cirka 26,6 m och cirka 4,0 m i tjocklek. Den norra Lido-San Nicolo är cirka 420 m lång och har 21 portar med en höjd på cirka 18,6 m och cirka 3,6 m i tjocklek.

## Historia
MOSE-projektet inledes 1987. Första spadtaget på barriären gjordes 14 mars 2003.
I oktober 2013 stod den östra barriärendelen vid Lido färdig. Hela projektet beräknades vara färdigställt till 2014 men har drabbats av stora förseningar.
Den första teststängningen av samtliga portar genomfördes den 10 juli 2020.
Den 3 oktober 2020 användes barriären för första gången i skyddssyfte mot en stormflod.